# Jakubskie Przedmieście
Jakubskie Przedmieście (również Przedmieście św. Jakuba) – część urzędowa Torunia położona na wschód od śródmieścia. Główną ulicą osiedla jest Traugutta, przechodząca później w Lubicką. Północną granicę Jakubskiego Przedmieścia wyznacza tor kolejowy między pl. Pokoju Toruńskiego a ul. Wschodnią, południową ulice: Traugutta, Lubicka oraz skarpa powyżej ulicy Winnica, zachodnią ul. Skrzyńskiego, a wschodnią ul. Wschodnia.

## Historia
Jakubskie Przedmieście powstało w II poł. XVII wieku. Jego nazwa wywodzi się od parafii św. Jakuba Apostoła. Obszar ten był pozbawiony zwartej zabudowy, na wschód od Bramy św. Jakuba rozciągały się ogrody. Obok willi patrycjuszy toruńskich i domów letnich mieściły się tu stocznia rzeczna i składy drewna. Przed bramą zlokalizowano składy soli. Podczas wojen napoleońskich przedmieście zostało zniszczone. Od co najmniej 1723 roku mieścił się tutaj cmentarz żydowski. Następnie obszar zajęły wojska pruskie, budując w tym miejsce umocnienia forteczne (m.in. Fort św. Jakuba w latach 1828–1833).
W XIX wieku powstało Nowe Przedmieście Jakubskie, obejmujące obszar w obrębie ulic: Pułaskiego-Targowa. Nowe Przedmieście było zdominowane przez zabudowę robotniczą (tzw. mur pruski). W latach 40. XIX wieku rozpoczęto budowę gazowni. Pracę rozpoczęła w grudniu 1859 roku. 2 lipca 1884 roku otworzono rzeźnię miejską, późniejszy Tormięs. W latach 1929–1934 wybudowano ul. Traugutta, łączącą Przedmieście z centrum Torunia. Według ówczesnych planów zagospodarowania przestrzennego Przedmieście miało stać się dzielnicą przemysłową. W okresie międzywojennym wzniesiono krochmalnię (od 1994 roku Cereal Partners Poland Toruń Pacific) oraz rozpoczęto budowę nowej gazowni. Budowę gazowni dokończyły okupacyjne władze niemieckie.
W 1931 roku Jakubskie Przedmieście zamieszkiwało 5 300 osób, a w 1938 roku 7 815.
Po 1945 roku w sąsiedztwie rzeźni i w obrębie ulic: Szosa Lubicka, Targowa, Marii Skłodowskiej-Curie i Wschodniej wybudowano takie zakłady jak: Apator, Kopernik, Metron, Toruńskie Zakłady Materiałów Opatrunkowych. W 1999 roku zamknięto Tormięs.

## Architektura
Do lat 90., głównie za sprawą Tormięsu, XX wieku Jakubskie Przedmieście miało charakter przemysłowy, od lat 90. XX wieku przekształca się w osiedle mieszkaniowe. Na tym obszarze mieszczą się również zabudowania koszarowe. Według raportu z 2017 roku na Jakubskim Przedmieściu znajduje się 40 obiektów wybudowanych w konstrukcji szkieletowej. Zabudowa militarna pochodzi XIX i XX wieku. Pomimo zmniejszenia powierzchni, jaką zajmowały obiekty wojskowe, zabudowa militarna do dzisiaj determinuje charakter przedmieścia. Teren dawnego poligonu między ulicami Sobieskiego i Waryńskiego oraz rzeźni przekształcono w osiedla mieszkaniowe.